# Ein-Gen-ein-Polypeptid-Hypothese
Die Ein-Gen-ein-Polypeptid-Hypothese ist eine Weiterentwicklung der Ein-Gen-ein-Enzym-Hypothese.
Nach der „Ein-Gen-ein-Enzym-Hypothese“ ist der Begriff des Gens, 1909 durch Wilhelm Johannsen eingeführt, eine klassische Auffassung einer Funktionseinheit, durch die ein Merkmal bestimmt wird. Etwas später wurde ein Gen als eine Mutationseinheit betrachtet und als Austauscheinheit beim Crossing-over.
Ein Gen galt als ein Abschnitt auf der DNA, der ein bestimmtes Protein beziehungsweise Enzym codiert.
Die moderne Molekularbiologie hat jedoch zu einem Bedeutungswandel des Genbegriffs geführt:
Neu eingeführt wurde zunächst ein Begriff auf Grundlage der „Ein-Gen-ein-Polypeptid-Hypothese“, der den alten, auf der „Ein-Gen-ein-Enzym-Hypothese“ basierenden, Begriff zeitweilig ablöste. Dies war eine Konsequenz aus der neu gewonnenen Erkenntnis:
- Proteine können aus mehreren Polypeptiden bestehen; daher kann jeder DNA-Abschnitt, der für ein Polypeptid codiert, als Gen angesehen werden.

Heute ist bekannt, dass ein solches Gen durch alternatives Spleißen auf verschiedene Arten abgelesen werden kann; damit kann ein Gen aber nun für mehrere Polypeptide codieren, die auch als Isoformen bezeichnet werden.
Doch können Gene nicht nur über mRNAs für Polypeptide codieren, sondern Varianten ihrer Transkripte können andere, ebenfalls funktionelle RNAs darstellen, beispielsweise rRNA, tRNA oder auch XIST-RNA. Daher wird heute ein Gen als ein Abschnitt auf dem Chromosom definiert, auf den die Bildung von bestimmten funktionellen Genprodukten zurückgeht.